# Jan Joseph Godfried van Voorst tot Voorst
Jan Joseph Godfried Baron van Voorst tot Voorst, nizozemski general, * 1880, † 1963.